# Pteragogus guttatus
Pteragogus guttatus là một loài cá biển thuộc chi Pteragogus trong họ Cá bàng chài. Loài này được mô tả lần đầu tiên vào năm 1928.

## Từ nguyên
Từ định danh của loài trong tiếng Latinh có nghĩa là "lốm đốm", hàm ý có lẽ đề cập đến các đốm nâu dọc đường bên.

## Phạm vi phân bố và môi trường sống
P. guttatus có phạm vi phân bố ở Tây Thái Bình Dương. Loài này được ghi nhận từ Philippines trải dài về phía nam đến đảo Borneo, Palau, đảo Java và một phần của quần đảo Sunda Nhỏ. Những ghi nhận về sự xuất hiện của loài này tại quần đảo Solomon và Papua New Guinea chưa được xác thực rõ.
Loài này sống gần các rạn san hô trên nền đáy đá vụn ở độ sâu đến 12 m.

## Mô tả
P. guttatus có chiều dài cơ thể tối đa được ghi nhận là 9 cm. Cơ thể có màu đỏ nâu sẫm. Khác với Pteragogus cryptus, P. guttatus có đầu lõm (nhìn nghiêng) thay vì phẳng như P. cryptus. Số lược mang của P. guttatus cũng nhiều hơn của P. cryptus. Có 5 đốm màu nâu sẫm rõ rệt xếp thành hàng trên đường bên (các đốm này có thể xuất hiện trên thân của P. cryptus, nhưng không hiện rõ).
Số gai ở vây lưng: 10; Số tia vây ở vây lưng: 9–10; Số gai ở vây hậu môn: 3; Số tia vây ở vây hậu môn: 9; Số gai ở vây bụng: 1; Số tia vây ở vây bụng: 5.